# Campionati mondiali di tiro a volo 1971
I campionati mondiali di tiro 1971 furono la quattordicesima edizione dei campionati mondiali di questo sport e si disputarono a Bologna.

## Risultati

### Uomini

#### Fossa olimpica
| Evento      | Oro                                                                         | Oro       | Argento                                                                | Argento   | Bronzo                                                                 | Bronzo    |
| Evento      | Atleta                                                                      | Risultato | Atleta                                                                 | Risultato | Atleta                                                                 | Risultato |
| Individuale | Michel Carrega                                                              | 188       | Jürgen Henke                                                           | 187       | Gheorghe Florescu                                                      | 187       |
| A squadre   | Germania Ovest Peter Blecher Heinz Leibinger L. Roselius Hubertus Underberg | 551       | Italia Silvano Basagni Serafino Giani Ennio Mattarelli Giorgio Rosatti | 548       | Francia Jean Jacques Baud Pierre Candelo Michel Carrega Michel Prevost | 547       |

#### Skeet
| Evento      | Oro                                                                      | Oro       | Argento                                                                | Argento   | Bronzo                                                           | Bronzo    |
| Evento      | Atleta                                                                   | Risultato | Atleta                                                                 | Risultato | Atleta                                                           | Risultato |
| Individuale | Yuri Tsuranov                                                            | 200       | Klaus Reschke                                                          | 198       | Loris Beccheroni                                                 | 197       |
| A squadre   | Unione Sovietica Tariel Shgenti G. Sadinkin Evgeniy Petrov Yuri Tsuranov | 585       | Germania Est Michael Buchheim Klaus Krumpholz Klaus Reschke K. Schulze | 585       | Italia Loris Beccheroni E. Casadio F. De Angeli Romano Garagnani | 580       |

### Donne

#### Fossa olimpica
| Evento      | Oro               | Oro       | Argento        | Argento   | Bronzo      | Bronzo    |
| Evento      | Atleta            | Risultato | Atleta         | Risultato | Atleta      | Risultato |
| Individuale | Galina Chomontova | 133       | Susan Nattrass | 132       | Nuria Ortiz | 130       |

#### Skeet
| Evento      | Oro         | Oro       | Argento        | Argento   | Bronzo      | Bronzo    |
| Evento      | Atleta      | Risultato | Atleta         | Risultato | Atleta      | Risultato |
| Individuale | Nuria Ortiz | 146       | Larisa Gurvich | 146       | Kari Linden | 140       |

## Medagliere
Nazione ospitante
| Posiz. | Nazione          | Oro | Argento | Bronzo | Totale |
| ------ | ---------------- | --- | ------- | ------ | ------ |
| 1      | Unione Sovietica | 3   | 1       | 0      | 4      |
| 2      | Francia          | 1   | 0       | 1      | 2      |
| 2      | Messico          | 1   | 0       | 1      | 2      |
| 4      | Germania Ovest   | 1   | 0       | 0      | 1      |
| 5      | Germania Est     | 0   | 3       | 0      | 3      |
| 6      | Italia           | 0   | 1       | 2      | 3      |
| 7      | Canada           | 0   | 1       | 0      | 1      |
| 8      | Norvegia         | 0   | 0       | 1      | 1      |
| 8      | Romania          | 0   | 0       | 1      | 1      |